# Gausfred II de Rosselló
Gausfred II de Rosselló (? - 1074) fou comte de Rosselló (1013-1074).

## Orígens familiars
Fill de Guislabert I i de la seva muller Beliarda, va heretar el comtat de Rosselló a la mort del seu pare.

## Vida política
Accedí al govern del comtat molt jove encara i de seguida va haver de fer front a la invasió del seu oncle, el comte Hug I d'Empúries, que aprofità la mort del seu germà Guislabert per intentar reconstruir la unitat dels comtats d'Empúries i Rosselló, dissolta a la mort del pare d'aquests dos últims, Gausfred I. Amb l'ajuda de Bernat I de Besalú aconseguí aturar la invasió i, gràcies a la mediació de l'abat Oliba de Ripoll, el litigi finalitzà el 1020 amb l'acord de pau entre oncle i nebot.
A partir del 1040 foren Gausfred i el seu fill Guislabert els que intervingueren en els dominis del comtat d'Empúries, controlat en aquell moment pel seu cosí, Ponç I d'Empúries. Hi menaren expedicions de saqueig i hi van fer construir el castell de Requesens, que provocà una llarga disputa entre els dos comtats.
A Perpinyà, que era residència comtal des del govern del seu pare, va prendre part en la consagració de l'església parroquial de Sant Joan el Vell (1025). Poc després, va tenir lloc al seu territori la primera assemblea de Pau i Treva, coneguda com a primer sínode de Toluges, presidida per l'abat Oliba 1027. Més tard, vers 1065-1066, ell mateix presidí el segon sínode celebrat a Toluges, amb l'assistència del seu fill, dels comtes Ponç I d'Empúries, Guillem II de Besalú i Ramon I de Cerdanya i d'altres nobles.
Associà al govern del comtat el seu fill Guislabert.

## Núpcies i descendència
Del seu matrimoni amb la jove Adelaida nasqueren:
- Guislabert II de Rosselló (?-1102), comte de Rosselló
- Arnau Gausfred de Rosselló, regent del comtat de Rosselló
- Berenguer de Rosselló
- Sunyer de Rosselló, bisbe d'Elna
- Garsenda de Rosselló, casada amb Guillem de Montesquiu